# Коринф (цар Коринфа)
Коринф (грец. Κόρινθος) — легендарний цар міста Ефіри, останній представник династії Геліадів, на честь якого Ефіра згодом нібито була перейменована на Коринф. Після його смерті царем Ефіри став Сізіф.